# Кочмар
Кочмар (болг. Кочмар) — село в Болгарии. Находится в Добричской области, входит в общину Тервел. Население составляет 277 человек.

## Политическая ситуация
В местном кметстве Кочмар, в состав которого входит Кочмар, должность кмета (старосты) исполняет Георги Иванов Неделчев (Болгарская социалистическая партия (БСП)) по результатам выборов правления кметства.
Кмет (мэр) общины Тервел —  Живко Жеков Георгиев (Болгарская социалистическая партия (БСП)) по результатам выборов в правление общины.